# نسرین ثامنی
نسرین ثامنی (زاده ۱۳۳۶) نویسنده رمان‌های عامه‌پسند ایرانی که از ۱۸ سالگی کار خود را آغاز کرده و به‌طور متوسط سالانه ۳ اثر را منتشر نموده است. وی سبک خود را ساده‌نویسی می‌داند.
دنیای پر امید - یک سبد گل یاس - بازی سرنوشت - شب آفتابی از آثار اوست.

## آثار
- آخرین دیدار
- آهنگ جدایی
- ارمغان عشق
- از یاد رفته
- اسیر غم
- اشک‌ها و آرزوها
- افسانه زندگی
- انتظار کهنه
- با تو ولی تنها
- بازی سرنوشت
- بازیچه
- باغ بی آواز
- با من بمان
- بی تو هرگز
- بوی خوش زندگی
- پرستوی بی‌آشیان
- پیمان‌شکن
- پیوند قلب‌ها
- تقدیر چنین بود
- تکیه بر باد
- تلخ و شیرین
- تندیس عشق
- تنهاترین ستاره شب
- چشم انتظار
- حجله در خون
- خاطره
- خانه مقوائی، یا، خزان آرزوها
- خوشبختی دور نیست
- خوشه‌های رنج
- راز ایرج
- داغ شقایق
- در آغوش باران
- در جستجوی عشق
- دل سپرده
- دل سوخته
- دختر گمشده
- دنیای پرامید
- زخم انتظار
- سال‌های پنهان
- شب آفتابی
- شب تنهایی
- شب شیشه‌ای
- شب‌های خاکستری
- شکوه عشق
- شیلی بزبان ساده
- شیفتگان محبت
- صبح پشیمانی
- گلی در شوره زار
- عاشقانه خواهم مرد
- عروس سیاهپوش
- عصیان
- عنکبوت سیاه
- غروب آرزو، عصیان
- لحظه‌های انتظار
- معجزه عشق
- نیلوفر مرداب
- همیشه در قلب منی
- یک سبد گل یاس
- و اما عشق